# Pomeroy (Washington)
Pour les articles homonymes, voir Pomeroy.
La ville de Pomeroy est le siège du comté de Garfield, situé dans l'État de Washington, aux États-Unis. Sa population s’élevait à 1 425 habitants lors du recensement de 2010.

## Histoire
Pomeroy a été incorporée le 3 février 1886.